# Істіміська сільська рада
Істімі́ська сільська рада (рос. Истимисский сельский совет) — сільське поселення у складі Ключівського району Алтайського краю Росії.
Адміністративний центр та єдиний населений пункт — село Істіміс.

## Населення
Населення — 583 особи (2019; 681 в 2010, 767 у 2002).